# Ronaldo Johnson
Ronaldo Johnson (n. Cuenca, Ecuador; 15 de abril de 1995) es un futbolista ecuatoriano. Juega de lateral izquierdo y su equipo actual es el Rajasthan United F. C. de la I-League de India.

## Trayectoria

### Deportivo Cuenca
Se inició en las inferiores del Deportivo Cuenca y debutó con el entrenador Mario Gómez en el año 2014 en un partido contra la Universidad Católica de Ecuador y en el cual da la asistencia para que Alejandro Frezzotti marcará el 0-1 parcial y al final el partido terminaría empatado 1-1.
También fue parte de la selección de fútbol sub-20 de Ecuador y jugó el Campeonato Sudamericano de Fútbol Sub-20 de 2015 donde jugó 2 partidos con su selección.

### Club Sport Emelec
Ronaldo Johnson, lateral izquierdo ecuatoriano, se integra a las filas del Club Sport Emelec por las próximas 5 temporadas.
El club adquirió el 100% de los derechos federativos y económicos del jugador proveniente del Deportivo Cuenca y de gran actuación en las últimas temporadas con este club

## Selección nacional

### Categorías inferiores

#### Participaciones en Sudamericanos
| Campeonato                  | Sede    | Resultado    | Partidos | Goles |
| --------------------------- | ------- | ------------ | -------- | ----- |
| Sudamericano Sub-20 de 2015 | Uruguay | Primera fase | 2        | 0     |

### Selección absoluta
El 25 de septiembre de 2017 es convocado por Jorge Célico para jugar los partidos ante Chile y Argentina correspondiente a la última jornada de las eliminatorias por Rusia 2018.

#### Participaciones en eliminatorias
| Eliminatorias      | Sede            | Resultado    | Partidos | Goles |
| ------------------ | --------------- | ------------ | -------- | ----- |
| Eliminatorias 2018 | América del Sur | No clasificó | 0        | 0     |

## Estadísticas

### Clubes
Actualizado al último partido jugado el 6 de abril de 2025.
| Club                         | Temporada     | Liga  | Liga  | Copas nacionales | Copas nacionales | Copas internacionales | Copas internacionales | Total | Total |
| Club                         | Temporada     | Part. | Goles | Part.            | Goles            | Part.                 | Goles                 | Part. | Goles |
| ---------------------------- | ------------- | ----- | ----- | ---------------- | ---------------- | --------------------- | --------------------- | ----- | ----- |
| Deportivo Cuenca · Ecuador   | 2014          | 20    | 2     | -                | -                | -                     | -                     | 20    | 2     |
| Deportivo Cuenca · Ecuador   | 2015          | 4     | 0     | -                | -                | -                     | -                     | 4     | 0     |
| Gualaceo S. C. · Ecuador     | 2015          | 20    | 1     | -                | -                | -                     | -                     | 20    | 1     |
| Gualaceo S. C. · Ecuador     | Total club    | 20    | 1     | 0                | 0                | 0                     | 0                     | 20    | 1     |
| Deportivo Cuenca · Ecuador   | 2016          | 31    | 0     | -                | -                | -                     | -                     | 31    | 0     |
| Deportivo Cuenca · Ecuador   | 2017          | 34    | 5     | -                | -                | 2                     | 0                     | 36    | 5     |
| C. S. Emelec · Ecuador       | 2018          | 36    | 3     | -                | -                | 2                     | 0                     | 38    | 3     |
| C. S. Emelec · Ecuador       | 2019          | 11    | 1     | 3                | 0                | 3                     | 0                     | 17    | 1     |
| C. S. Emelec · Ecuador       | Total club    | 47    | 4     | 3                | 0                | 5                     | 0                     | 55    | 4     |
| Orense S. C. · Ecuador       | 2020          | 23    | 1     | 0                | 0                | -                     | -                     | 23    | 1     |
| Orense S. C. · Ecuador       | Total club    | 23    | 1     | 0                | 0                | 0                     | 0                     | 23    | 1     |
| Deportivo Cuenca · Ecuador   | 2021          | 22    | 2     | 0                | 0                | -                     | -                     | 22    | 2     |
| Deportivo Cuenca · Ecuador   | Total club    | 111   | 9     | 0                | 0                | 2                     | 0                     | 113   | 9     |
| C. D. Macará · Ecuador       | 2022          | 7     | 0     | 1                | 0                | -                     | -                     | 8     | 0     |
| C. D. Macará · Ecuador       | Total club    | 7     | 0     | 1                | 0                | 0                     | 0                     | 8     | 0     |
| Manta F. C. · Ecuador        | 2022          | 19    | 1     | 0                | 0                | -                     | -                     | 19    | 1     |
| Manta F. C. · Ecuador        | 2023          | 33    | 1     | 0                | 0                | -                     | -                     | 33    | 1     |
| Manta F. C. · Ecuador        | Total club    | 52    | 2     | 0                | 0                | 0                     | 0                     | 52    | 2     |
| Rajasthan United F. C. India | 2024-25       | 19    | 1     | 0                | 0                | -                     | -                     | 19    | 1     |
| Rajasthan United F. C. India | Total club    | 19    | 1     | 0                | 0                | 0                     | 0                     | 19    | 1     |
| Total carrera                | Total carrera | 279   | 18    | 4                | 0                | 7                     | 0                     | 290   | 18    |
| 1. 2.                        |               |       |       |                  |                  |                       |                       |       |       |